# Agama persimilis
Agama persimilis là một loài thằn lằn trong họ Agamidae. Loài này được Parker mô tả khoa học đầu tiên năm 1942.